# Mari Elka Pangestu
Mari Elka Pangestu (Yakarta, 23 de octubre de 1956) es una economista indonesia que ha sido directora gerente de Políticas de Desarrollo y Asociaciones en el Banco Mundial desde 2020. El presidente del Banco Mundial, David Malpass, anunció su nombramiento el 9 de enero de 2020 diciendo que sería responsable de la política de desarrollo y las alianzas en su cargo en el banco. Anteriormente, fue Ministra de Comercio en Indonesia desde octubre de 2004 hasta octubre de 2011.
Pangestu tiene una amplia experiencia en la formulación de políticas en Indonesia. Tras su período como Ministra de Comercio, en una reorganización del gabinete en octubre de 2011, fue nombrada para el cargo de nueva creación de Ministra de Turismo y Economía Creativa, cargo que ocupó hasta que finalizó el mandato del presidente Susilo Bambang Yudhoyono el 20 de octubre de 2014.

## Biografía
Nacida en Yakarta, Pangestu obtuvo su licenciatura y maestría en la Universidad Nacional de Australia y su doctorado en economía en la Universidad de California en Davis, Estados Unidos, en 1986.
Pangestu está casada con Adi Harsono y tiene dos hijos, Raymond y Arya.

## Carrera universitaria
Anteriormente en su carrera, Pangestu trabajó en el Centro de Estudios Estratégicos e Internacionales (CSIS) en Yakarta y estuvo activa durante un largo período en varios foros comerciales como PECC. También fue instructora en la Facultad de Economía y Negocios de la Universidad de Indonesia. Tiene numerosas publicaciones en los medios de comunicación de Indonesia e internacionales. Es miembro de la Junta de Editores Externos del Asian Journal of Business (Universidad de Míchigan) y del Bulletin of Indonesian Economic Studies (producido por Indonesia Project en la Australian National University). También fue co-coordinadora del Grupo de Trabajo sobre Pobreza y Desarrollo para el Proyecto del Milenio de las Naciones Unidas.
Después de terminar su mandato como ministra, Pangestu reanudó sus actividades regulares en el Centro de Estudios Estratégicos e Internacionales en Yakarta y también fue como profesora de economía internacional en la Facultad de Economía de la Universidad de Indonesia.

## Carrera política
Pangestu es la primera mujer indonesia con ascendencia china en ocupar un cargo en el gabinete de Indonesia. Después de su nombramiento para el nuevo puesto del gabinete de Turismo y Economía Creativa, dedicó cierto tiempo a explicar cuál era el enfoque del gobierno para fomentar los sectores creativos de la economía.
El listado inicial de los 14 subsectores incluidos en el ámbito de la economía creativa del Ministerio fue el siguiente:
| - Mercados de arte y antigüedades - Las artes escénicas - artesanías - Cine, video y fotografía - Moda | - Juegos interactivos - Publicidad - Diseño - software y computadoras - Música | - Arquitectura - Publicación - televisión y radio - Investigación y desarrollo |

Turismo
Si comenzamos con las prioridades relativas al turismo dentro de su cartera, apoyó los planes para desarrollar el sector turístico, pero también señaló algunos problemas bien conocidos. Señaló, por ejemplo, que los problemas de higiene, seguridad y mala infraestructura constituyen desventajas para la industria en Indonesia. Discutió la necesidad de una estrategia para desarrollar el sector turístico. También enfatizó que sería necesario abordar cierto desafíos para promover el sector en el país y que llevaría tiempo algunos de ellos. Puso énfasis en el turismo deportivo, dando prioridad a la promoción del golf a corto plazo y aumentando la atención a otras actividades como la navegación a largo plazo.
A finales de 2012, Pangestu expresó la esperanza de que hasta 10 millones de turistas extranjeros visitaran Indonesia en 2014. Señaló que habían disminuido los turistas que visitaban Indonesia desde Europa tras los problemas económicos de 2011 y 2012 en la eurozona. Sin embargo, dijo que el gobierno esperaba que la llegada de turistas extranjeros de países de la región de Asia y el Pacífico compensarán la caída de turistas de Europa. En particular, señaló la importancia del mercado chino.
Economía creativa
Después de asumir la responsabilidad de los asuntos de economía creativa en 2011, Pangestu se mostró enérgica en la promoción de una amplia gama de actividades en el sector. Instó a los gobiernos regionales a promover actividades creativas locales, subrayando la importancia de fortalecer los derechos de propiedad intelectual para alentar a jóvenes artistas y empresarios creativos indonesios a desarrollar productos indonesios. En noviembre de 2012, con el apoyo de la Fundación Panglaykim, apoyó la visita de John Howkins a Yakarta para discutir políticas para promover actividades de economía creativa.
Aunque era respetada en la OMC y en foros internacionales como el G20, Pangestu a menudo chocaba con sus compañeros del gabinete que querían proteger los intereses nacionales. También fue criticada por grupos de la industria nacional por apoyar medidas de promoción comercial en lugar de buscar aumentar la protección para los productores nacionales. Su respuesta a estas críticas fue señalar que Indonesia necesitaba adherirse a los compromisos internacionales para promover políticas orientadas al comercio y que un comercio más libre traía muchos beneficios a los consumidores y productores nacionales en Indonesia.

## Candidata a dirigir la OMC
A fines de diciembre de 2012, el gobierno de Indonesia nominó a Pangestu como candidata para el cargo de directora general de la Organización Mundial del Comercio (OMC) para suceder al director general en funciones, Pascal Lamy, cuyo mandato había finalizado en 2013. El Consejo General de la OMC consideró las candidaturas de varios países a principios de 2013. El proceso de selección pasó por varias rondas y, a finales de abril de 2013, se eliminó a los tres candidatos de la región de Asia y el Pacífico; el cargo finalmente fue para Roberto Azevêdo.

## Reconocimientos
En diciembre de 2013, en reconocimiento a sus logros como economista y formuladora de políticas en Asia, Pangestu fue nombrada doctora honoris causa de la Universidad Nacional de Australia (ANU). Mientras visitaba Canberra para recibir el título, recordó sus años como estudiante en Australia cuando su padre era miembro del personal académico de la ANU. 